# 龍が如くモバイル for GREE
『龍が如くモバイル for GREE』（りゅうがことくモバイル フォーグリー）は、GREEより2011年2月23日に配信された携帯電話専用のオンラインゲーム。アイテム課金制。龍モバと略されることもある。本項では龍が如くモバイル以外のオンラインゲーム作品についても記載する。
セガの龍が如くシリーズを題材に携帯電話用にアレンジした作品。ストーリーはゲームオリジナルになっている。また、PlayStation 3用ソフト『龍が如く OF THE END』
、PlayStation Portable用ソフト『クロヒョウ2 龍が如く 阿修羅編』と連動している。
「GREE Platform 2011年上半期優秀アプリ表彰」の優秀賞を受賞。
2013年4月25日、サービスが終了。

## 龍が如くモバイル for GREE

### 登場人物
銀次（ぎんじ）
このゲームの主人公ともいえる人物。元風間組構成員。ある事件をきっかけに風間組に命を狙われる。プレイヤーにアドバイスをしてくれる案内役でもある。なお、『クロヒョウ2』である条件を満たすと相棒として連れて行くことが可能。
フェリックス･リチャードソン
あるチャプターのボスとして登場。
ジェイク・ヒューズ
CIAの極東を担当する捜査員で、狭山のパートナー。銀次に衝突したときはマフィアのボスとして偽っていた。昔に寿司職人を目指して修業したが、挫折してCIAのエージェントに就くに至った。
マーク･ウォン
このゲームのラスボス。

### 主なイベント
いずれも一週間前後（イベントによっては最大10日間）限定で行われる。
- 護符奪還作戦シリーズ
- バトルステージシリーズ
- チームバトルシリーズ
- OOの依頼シリーズ
- 同盟コンプシリーズ

## 龍が如く 絆
『龍が如く 絆』（りゅうがことく きずな）は、GREEより2012年3月26日に配信された携帯電話専用のオンラインゲーム。アイテム課金制。
『龍が如くモバイル』に続く、携帯電話版『龍が如く』のタイトル。